# مروان حامد
مروان حامد (مواليد 29 مايو 1977) هو مخرج أفلام مصري، وهو نجل المؤلف وحيد حامد والإعلامية زينب سويدان. تخرج من المعهد العالي للسينما، أخرج مجموعة من الأفلام التي أصبحت علامات بارزة في تاريخ السينما المصرية، وامتاز بأسلوبه الفريد في الإخراج، مما جعله واحدًا من أنجح المخرجين في السينما المصرية الحديثة.

## النشأة
وُلد مروان حامد في 29 مايو 1977 بمدينة القاهرة، وهو ابن كاتب السيناريو المعروف وحيد حامد والإعلامية زينب سويدان. نشأ في بيئة فنية غنية، حيث كان والده أحد الأسماء اللامعة في السينما المصرية، ما جعله يتعرض منذ طفولته لعالم السينما عن كثب. كان يرافق والده إلى مواقع التصوير، خصوصًا مع المخرج شريف عرفة الذي كان صاحب التأثير الكبير على مروان، ومكنه ذلك من التعرف المباشر على كواليس صناعة السينما وأساسيات الإخراج. هذا التأثير المبكر جعل مروان يشعر بشغف كبير تجاه هذه المهنة.
بعدما تأثر بتجربته العملية في مواقع التصوير، قرر مروان حامد دراسة الإخراج السينمائي، فبعد أن أنهى دراسته الثانوية، التحق بالمعهد العالي للسينما في القاهرة، وخلال دراسته هناك، طور مهاراته الفنية وأصبحت لديه رؤية إخراجية مميزة تمزج بين التأثيرات التي اكتسبها من محيطه العائلي وتجربته الأكاديمية.

## مشواره المهني
أثناء دراسته قام بإخراج مجموعة من الأفلام القصيرة والوثائقية أبرزها الفيلم القصير لي لي في عام 2001 المأخوذ عن قصة قصيرة للكاتب يوسف إدريس، والذي جعل الأنظار تتجه نحوه كمخرج بسبب الأسلوب المميز والمثير الذي تناول به موضوع الفيلم، وحصل من خلاله على عدة جوائز.
بعد تخرجه بشهادة في الإخراج السينمائي من المعهد، بدأ مشواره في الإخراج بالعمل كمساعد مخرج في عدد كبير من الأفلام السينمائية والإعلانات التجارية مع مخرجين مصريين كبار.
ثم كانت الخطوة الأهم في مشواره في عام 2006 بإخراج فيلم عمارة يعقوبيان بطولة نخبة من الفنانين على رأسهم عادل إمام. كذلك شارك في إخراج مسلسل لحظات حرجة، كما قام بإخراج كليب (نقول إيه) للفنان عمرو دياب.
و كثاني فيلم له قام بإخراج فيلم إبراهيم الأبيض عام 2009 بطولة الفنان أحمد السقا ومحمود عبد العزيز وهند صبري وعمرو واكد، والذي يُعتبر من الأعمال المميزة في تاريخ السينما المصرية.
ثم حقق المعادلة الأصعب في تاريخ السينما المصرية حيث قام بإخراج الفيل الأزرق المقتبس عن رواية الفيل الأزرق للكاتب أحمد مراد المعادلة التي أسعدت الجمهور وأبهرت النقاد بطولة الفنان كريم عبد العزيز، ولبلبة، وخالد الصاوي، ونيللي كريم ونخبة من الفنانين، استمر العمل على إخراج الفيلم سنتين متواصلتين وتم عرضه في 2014.
بعدها ظهر في شهر رمضان في الإعلان الشهير لأحد شركات الاتصالات من خلال إخراج أغنية (افتح بيبان قلبك).
من خلال تعاونه مع المؤلف أحمد مراد، قام بإخراج عدة أفلام سينمائية أصبحت علامات فارقة في تاريخ السينما، بعد البداية مع الفيل الأزرق الجزء الأول، قام بإخراج فيلم الأصليين في عام 2017، وتراب الماس في عام 2018، وإخراج الفيل الأزرق 2 في عام 2019، وفيلم كيرة والجن في عام 2022، والذي كان آخر أعماله السينمائية.

## أسلوبه
أسلوب مروان حامد الإخراجي يتميز باستخدامه المبدع للمؤثرات البصرية كوسيلة للتعبير عن العمق النفسي والتوترات الداخلية للشخصيات. يعتمد بشكل كبير على الإضاءة والظلال لتحديد الحالة المزاجية للأحداث، فالإضاءة لا تقتصر فقط على التوضيح البصري للمكان، بل تُستخدم كأداة تعبيرية تعكس صراعات الشخصيات الداخلية. كما أن حامد يتقن استخدام الكاميرا لتوجيه الانتباه إلى التفاصيل الدقيقة، مما يعزز من تأثير المشهد ويغمر المشاهد في الحالة النفسية للشخصيات. الحركات البطيئة للكاميرا والزوايا غير التقليدية تضيف طبقات من المعنى، حيث تجعل المشاهد يشعر بأن المكان هو جزء لا يتجزأ من تطور الشخصية والصراع النفسي.
من جهة أخرى، يتسم أسلوب حامد بإغراق المشهد في الرمزية والتفاصيل التي تتيح للجمهور التفاعل مع القصة على مستويات متعددة. غالبًا ما يتم إخفاء بعض العناصر البصرية ويُترك المجال للمشاهدين لاستكشاف المعاني المخبأة خلف المشهد. ورغم أن هذا الأسلوب يضيف عمقًا للأحداث ويشجع على التأمل، إلا أنه قد يشكل تحديًا للمشاهد الذي يبحث عن توجيه مباشر أو تفسير بسيط للأحداث. هذا التوجه قد يخلق فجوة بين المتلقي وفهم القصة بشكل سطحي، ما قد يرهق البعض، ولكنه في الوقت نفسه يثري التجربة السينمائية للمتفرج الذي يسعى لتحليل وتفسير الرموز والأبعاد الخفية.

## أعماله

### أفلام
- 2001: لي لي (فيلم قصير)
- 2006: عمارة يعقوبيان
- 2009: إبراهيم الأبيض
- 2014: الفيل الأزرق
- 2017: الأصليين
- 2018: تراب الماس
- 2019: الفيل الأزرق 2
- 2022: كيرة والجن

### مسلسلات
- لحظات حرجة

## جوائز
- 2001: جائزة الجمهور – مهرجان كليرمون فيران السينمائي - لي لي
- 2002: الجائزة الذهبية – أيام قرطاج السينمائية - لي لي
- 2002: الجائزة الفضية – مهرجان ميلانو للسينما الأفريقية - لي لي
- 2006: جائزة أفضل مخرج أفلام روائي جديد – مهرجان تريبيكا السينمائي - عمارة يعقوبيان
- 2006: الجائزة الكبرى – مهرجان العالم العربي في فرنسا - لي لي
- 2006: الجائزة البرونزية – مهرجان مونتريال السينمائي العالمي - لي لي
- 2006: جائزة العين الذهبية – مهرجان زيورخ السينمائي - لي لي
- 2014: تسع جوائز في مهرجان جمعية الفيلم المصرية، من بينها جائزة أفضل مخرج وأفضل فيلم - الفيل الأزرق
- 2014: جائزة لجنة التحكيم الخاصة – مهرجان بروكسل السينمائي للأفلام الفانتازية - الفيل الأزرق
- 2014: الجائزة الكبرى لنهر النيل لأفضل فيلم روائي طويل – مهرجان الأقصر للسينما الإفريقية - الفيل الأزرق
- 2017: جائزة لجنة التحكيم الخاصة – مهرجان المركز الكاثوليكي للسينما المصرية - الفيل الأزرق
- 2017: جائزة أفضل مخرج – مهرجان فانتاسبورتو السينمائي الدولي في البرتغال - الفيل الأزرق
- 2017: جائزة لجنة التحكيم الخاصة – مهرجان المركز الكاثوليكي للسينما المصرية - الأصليين
- 2018: الجائزة الكبرى لنهر النيل – مهرجان الأقصر للسينما الأفريقية - الأصليين
- 2018: جائزة أفضل مخرج – المهرجان القومي للسينما - الأصليين
- 2018: جائزة أفضل مخرج – مهرجان الدار البيضاء للفيلم العربي - تراب الماس

## وصلات خارجية
- الموقع الرسمي
- مروان حامد على موقع IMDb (الإنجليزية)
- مروان حامد على موقع الدهليز
- مروان حامد على موقع قاعدة بيانات الأفلام العربية
- مروان حامد على موقع ألو سيني (الفرنسية)
- مروان حامد على موقع أول موفي (الإنجليزية)
- مروان حامد على موقع قاعدة بيانات الأفلام السويدية (السويدية)
- مروان حامد على موقع قاعدة بيانات الفيلم (الإنجليزية)
- مروان حامد على موقع كينوبويسك (الروسية)